# Pastorale héroïque
Pastorale héroïque var en form av den franska barockoperans opéra-ballet. Det första verket som hade denna titel var Jean-Baptiste Lullys sista opera Acis et Galatée (1686), fastän musikverk med pastorala teman redan tidigare hade framställts på franska scener. Pastorale héroïque handlade vanligtvis om klassiska ämnen associerade med pastoral poesi. Liksom tragédie lyrique hade den en allegorisk prolog men medan den förre bestod av fem akter innehöll pastorale héroïque vanligtvis endast tre akter. Exempel på genren är operorna Zaïs (1748), Naïs (1749) och Acante et Céphise (1751) av Jean-Philippe Rameau.